# Valcebollère
Valcebollère (Vallcebollera en catalán, antiguamente Vallsabollera) es una pequeña localidad y comuna francesa, situada en el departamento de Pirineos Orientales en la región de Languedoc-Rosellón y comarca histórica de la Alta Cerdaña. 
A sus habitantes se les conoce por el gentilicio de valcebollérais en francés o vallcebollerí, vallcebollerina en catalán.

## Geografía
La comuna se encuentra en la Cerdaña, atravesada por el río Vanéra, en la frontera con España. 

## Demografía
| 26 | 23 | 25 | 37 | 49 |
| Para los censos de 1962 a 1999 la población legal corresponde a la población sin duplicidades (Fuente: INSEE [Consultar]) |    |    |    |    |